# Francisco de Sentmanat
Francisco Leonardo Joseph María de Jesús Sentmanat y Zayas (La Habana, Cuba, 6 de noviembre de 1802 - Jalpa, Tabasco, 12 de junio de 1844) fue un militar cubano, que en 1840 viajó al estado de Tabasco, México, en donde participó en varias sublevaciones con la finalidad de restablecer el federalismo en el estado. El presidente Antonio López de Santa Anna le dio el nombramiento de Coronel de Infantería Permanente y lo designó gobernador del Departamento de Tabasco en 1842.

## Primeros años
Nació en La Habana, Cuba, el 6 de noviembre de 1802, siendo hijo del coronel de Dragones Ramón de Sentmanat y Copons, original de Peñíscola, Valencia, España, y de María Ignacia de Zayas y Chacón, originaria de Cuba.
Debido a sus ideas independentistas, fue expulsado de la isla de Cuba, y decidió radicar en Tabasco.

## Revolución federalista (1839 - 1840)
Francisco de Sentmanat, participó en la llamada Revolución federalísta en Tabasco, que se desarrolló entre 1839 y 1840 y que tuvo como finalidad, derrocar al gobernador centralista José Ignacio Gutiérrez y restaurar el federalismo en el estado. Para tal fin, unió su contingente al del tabasqueño Fernando Nicolás Maldonado y al de Juan Pablo de Anaya con quienes sitió la capital del estado. 
Al grito de Federación o muerte estalló en Tabasco una cruenta guerra civil llamada revolución federalísta, en protesta por el nombramiento como gobernador del General José Ignacio Gutiérrez y de los múltiples abusos cometidos por este contra la población civil. El alzamiento inició a finales de 1839 en Jonuta en donde se levantó en armas Fernando Nicolás Maldonado junto con sus hermanos Pánfilo, Pomposo, Eulalio y José María. 
Pronto se le unieron personajes de la vida política del estado como: Agustín Ruiz de la Peña, Manuel Buelta, Justo Santa Anna, José Eusebio Magdonel, así como pequeños propietarios, comerciantes, militares de rango medio como los hermanos Zentella, un buen contingente de las "Milicias Cívicas", viejos liberales como José Víctor Jiménez, Manuel Zapata Zavala y Joaquín C. de Lanz. También simpatizaban con la causa gente de estados vecinos, y hasta personas que regresaban del exilio venidos de Nueva Orleans como el General Juan Pablo de Anaya, el cubano Francisco de Sentmanat y el español Francisco de Olave, texanos, franceses y hasta colombianos como Pedro Bruno y su hijo Miguel Bruno.
En 1840 los alzamientos se generalizaron en Tepetitan, Macuspana, Teapa, Tacotalpa, Jalapa, Cunduacán y Frontera. El gobernador Gutiérrez solicitó apoyo al presidente Anastasio Bustamante, quien le mandó artillería del Batallón de Tehuantepec, y del Batallón de Acayucan, quienes se trasladaron a Huimanguilllo para ir sobre los rebeldes.
Ante esto, Fernando Nicolás Maldonado se entrevistó con Juan Pablo de Anaya, Francisco de Sentmanat y consiguió el apoyo del gobernador de Yucatán Juan de Dios Cosgaya. De esta forma, a principios de agosto llegaron al estado Francisco de Sentmanat y Juan Pablo de Anaya, quienes comandaban cada uno su propia artillería. Anaya, traía con sigo tres buques de la armada texana, con los que tomó el puerto de Frontera, para posteriormente, dirigirse a la capital del estado San Juan Bautista, la que junto con las fuerzas de Fernando Nicolás Maldonado, sitiaron y bombardearon.
A mediados de septiembre, Francisco de Sentmanat, dio un duro golpe a los centralistas cuando derrotó en la Chontalpa a Los Voluntarios de la Patria, logrando capturar al jefe centralista el General Evaristo Sánchez, quien era el comandante militar del estado y principal jefe militar después del gobernador Gutiérrez. Sentmanat lo juzgó en "Consejo de Guerra" y lo fusiló inmediatamente.
En octubre derrotó en Comalcalco a los centralistas comandados por Joaquín Rodal y Amalio Alarcón, y a principios de noviembre batió a Mariano Cornejo en Cunduacán, lo que otorgó a Sentmanat un gran prestigio y admiración, y desde ese momento fue respetado y temido por sus enemigos.
Tras dos meses de intensos combates, a mediados de noviembre de 1840 Francisco de Sentmanat pactó la paz con el gobernador José Ignacio Gutiérrez en la villa de Atasta, y el 17 de noviembre, el gobernador Gutiérrez capituló en San Juan Bautista ante las fuerzas revolucionarias federalístas que comandaba el General de División Juan Pablo de Anaya, y que aglutinaban también a los ejércitos de Fernando Nicolás Maldonado y Francisco de Sentmanat, con lo que el federalismo era restaurado nuevamente en Tabasco.

### Benemérito de Tabasco
El Congreso del Estado de Tabasco, expidió un decreto el 17 de febrero de 1841, por medio del cual se nombraba a Sentmanat "Benemérito de Tabasco" en reconocimiento a su lucha por el restablecimiento del federalismo en el estado.

"El Congreso Constitucional del estado libre de Tabasco, tiene a bien decretar: que se nombra ciudadano tabasqueño y "Benemérito de Tabasco" al Teniente Coronel Don Francisco de Sentmanat. El estado reconoce los servicios importantes que le prestó en la restauración de su libertad. Lo tendrá entendido el gobernador del Estado y dispondrá su cumplimiento".Dado en San Juan Bautista, Tabasco, a 17 de febrero de 1841
Congreso del Estado. Manuel Zapata, presidente

## Comandante general de Tabasco
El presidente Antonio López de Santa Anna, le extendió a Sentmanat el cargo de coronel de Infantería Permanente el 3 de febrero de 1842, y el 25 de marzo de 1842, Francisco de Sentmanat, fue nombrado por el presidente Antonio López de Santa Anna comandante general de Tabasco, en sustitución de Juan Pablo de Anaya.

## Gobernador del Departamento
Posteriormente, el presidente de la República Antonio López de Santa Anna lo nombró Gobernador Propietario del Departamento de Tabasco el 24 de mayo de 1842, tomando posesión de la gubernatura el 12 de junio de ese mismo año.

### Reincorporación de Tabasco
El 2 de diciembre de 1842, se hizo oficial la reincorporación de Tabasco a México, dispuesto por decreto del Congreso del Estado el pasado 2 de mayo. Ese mismo día se retiró Sentmanat en forma provisional del cargo de Gobernador y Comandante Militar del Departamento, dejando el cargo en Amalio Alarcón. "Por indisposición del Exmo. Sr. Gobernador y Comandante General de este Departamento, se ha encargado interinamente de ambos cargos, a Amalio Alarcón, que es el que la ley designa en semejantes casos".
Reincorporándose como gobernador y comandante general de Tabasco, Francisco de Sentmanat el 13 de enero de 1843.
Durante su gobierno se construyó el Colegio de Nuestra Señora del Pilar, así como un liceo al que asistió entre otros Manuel Gil y Sáenz, se instalaron el Hospital Militar en 1842, el Hospital de La Caridad en 1843 y el Hospital Castrense en la villa de Teapa, se introdujo el alumbrado público a base de faroles con mecheros de petróleo en la capital San Juan Bautista, se construyeron diversos caminos, se prohibió mantener en prisión a los peones por más de 48 horas salvo por motivos justificados, y se evitó la especulación y el vicio.

### Invasión a Yucatán
El gobernador Sentmanat había aumentado su popularidad y prestígio tanto dentro de Tabasco, como con el Gobierno Central, por lo que decidió tomar parte en las acciones contra Yucatán, que se encontraba separado de la República. Por tal motivo Sentmanat, decidió invadir Yucatán y tomó Palizada y El Carmen, segregándolos de la jurisdicción yucateca y reincorporándolos al Departamento de Tabasco.
Su buena relación con el gobierno general y el reconocimiento de sus méritos no satisficieron al cubano. Su postura liberal, su gran popularidad entre los propios liberales, su ambición de poder, los conflictos contra los miembros de la Junta Departamental y su desobediencia para con el gobierno central significaron que comenzara a ser mal visto por el presidente Antonio López de Santa Anna, quien empezó a buscar la manera de relevarlo del gobierno.
Aunado a esto, Sentmanat fue acusado de abuso de autoridad, por perseguir a sus enemigos y de malversación de fondos. Además se había mostrado "rebelde" a instrucciones del Centro, y al negarse a viajar a la Ciudad de México para responder a los cargos contra su persona.

### Derrocamiento
La oportunidad de desplazar a Sentmanat del gobierno de Tabasco, la encontró el presidente Santa Anna, en la presencia del General cubano Pedro de Ampudia y Grimarest en Yucatán encargado de las operaciones contra esa entidad.
La División de Operaciones del ejército federal que se encontraba sobre Yucatán, al mando del General de Brigada Pedro de Ampudia y Grimarest, recibió órdenes de pasar a tomar cuarteles a San Juan Bautista, Tabasco, el Gobernador Sentmanat, pretextando que las tropas de Ampudia venían enfermas de "vomito" adquirido en Campeche, y que eso ponía en peligro a los habitantes de Tabasco, negó la entrada al Departamento de las tropas de Ampudia, lo que motivó que el General Ampudia y Grimarest, que se encontraban en el puerto de Frontera, decidera atacar la capital del estado a mediados de 1843.
La noticia del inminente ataque, provocó que se resquebrajara la organización interna, se disolvió la Junta Departamental y muchas personas huyeron fuera de la ciudad. Ampudia entró por el río Grijalva, llegando los buques a la capital, iniciando el bombardeo y desembarco, y enfrentándose a las tropas de Sentmanat, a quien derrotó finalmente el 11 de julio de 1843 en la batalla por la capital del estado, teniendo que emprender Sentmanat la huida y abandonar el departamento. La capital quedó destruida por los bombardeos y desolada por la cantidad de muertos.
Francisco de Sentmanat, intentó recuperar el gobierno. Se estableció en Cunduacán, luego en San António de Cárdenas y ante la persecución de Ampudia se refugió en Jonuta. Su amigo, el español Francisco de Olave, compañero de armas durante la Revolución federalista de 1839, lo apoyó y juntos se alzaron en armas, pero fueron derrotados, por lo que Sentmanat huyó a Campeche, viajó luego a Mérida, después a La Habana y finalmente a Nueva Orleans.

## Regreso a Tabasco y muerte
Dispuesto a recuperar la gubernatura de Tabasco, en 1844, regresó Francisco de Sentmanat, a la cabeza de una expedición filibustera reclutada por el mismo en Nueva Orleans, Estados Unidos de América a bordo de dos carabelas, entre ellas la goleta William Turner desembarcando en el puerto de Chiltepec, Paraíso. Al enterarse de eso el General Pedro de Ampudia, quien ya era Gobernador del Departamento, decidió él mismo, acudir y enfrentar a Sentmanat, al que derrotó en Jalpa el 10 de junio, capturando a varios de sus hombres, y pocos días después Sentmanat fue capturado por tropas del gobierno al mando del Coronel Laureano González, cuando se encontraba comiendo un elote y caña dulce a la orilla de un camino cerca de Jalpa, en un punto llamado "Ahogagatos".

«...A orillas del camino a Soyataco, sentado en el suelo comiendo un "elote" fue encontrado el señor Francisco de Sentmanat, al apresarlo, se quitó su reloj de oro y un clavillo de la solapa, entregándomelo a cambio de su libertad. Al responderle negativamente, preguntó a donde sería llevado, informándosele que a la villa de Jalpa, respondiendo Sentmanat: hace días que escucho las campanas de una iglesia, en fin, vamos...»
Coronel Laureano González. Junio de 1844

Sentmanat fue conducido a la villa de Jalpa a un encuentro con Ampudia, en el cual después de saludarse con cortesía los dos cubanos, ahí Sentmanat habló de su compromiso político que lo había orillado a actuar de esa manera y que estaba consciente de lo que le esperaba. Sometido a un consejo de guerra, fue fusilado el mismo día 12 de junio de 1844 junto con otros extranjeros miembros de su expedición. Sentmanat, al momento de estar ya frente a la línea de fusilamiento, gritó: "¡Viva Tabasco libre!", a lo que los soldados que formaban la línea de fusilamiento respondieron: "¡Viva!" reconociendo a su antiguo Coronel. En ese momento, fue ejecutado.
Ampudia ordenó también el fusilamiento de otros extranjeros miembros de la expedición de Sentmanat, lo que días después originó protestas de los gobiernos de España, Francia, Inglaterra y otros países.
Después del fusilamiento de Sentmanat, su cuerpo fue trasladado a la capital del estado a "lomo de mula" y Ampudia mandó decapitar el cuerpo y colgó su cabeza en una jaula afuera de la Casa de Gobierno en la capital del estado San Juan Bautista para que sirviera como escarmiento o advertencia para los rebeldes. Este hecho causó un escándalo en todo el Departamento y fuera de él, ya que muchos periódicos nacionales dieron cuenta de eso, lo que aumentó las críticas a Ampudia por el fusilamiento y posterior decapitación del cuerpo calificándolo como "salvajísmo".
El 18 de septiembre de ese mismo año, fue exhumado el cadáver de Sentmanat, para ser llevado por sus familiares a Nueva Orleans donde fue sepultado.
El 25 de mayo de 1848, el Congreso del Estado, declaró que era infame el proceder que se usó con el cadáver de Don Francisco de Sentmanat, condenando su decapitación y diciendo que había sido "obra del poder de entonces".